# Franz Riegler (Fußballspieler, 1922)
Franz Riegler (* 3. Februar 1922; † 15. Februar 1945 in Wien) war ein österreichischer Fußballspieler, der während des Zweiten Weltkriegs zweimal in der deutschen Nationalmannschaft zum Einsatz kam. Zur Unterscheidung von seinem gleichzeitig aktiven Namenskollegen Franz „Bobby“ Riegler wird er häufig auch als Franz Riegler II bezeichnet.

## Vereinskarriere
Riegler debütierte für den FK Austria Wien im Oktober 1939 in der Gauliga Ostmark, der höchsten Spielklasse der damaligen Ostmark. Der Stürmer wurde zu Beginn seiner Karriere vor allem auf der Rechtsverbinderposition eingesetzt und spielte in einer Sturmreihe mit Josef Stroh und Leopold Neumer. Als im Dezember 1940 Wudi Müller zur Austria stieß, wechselte Riegler auf den rechten Flügel. Die Austria blieb während der Kriegsjahre ein Tabellenmittelständler ohne besondere Erfolge. Der technisch versierte Stürmer konnte sich jedoch als Torvorbereiter einen Namen machen und gehörte auch zur Aufstellung bei einem 21:0 gegen den Linzer ASK, dem bis heute höchsten Sieg in der höchsten österreichischen Spielklasse, zu dem er zwei Tore beisteuerte.
Riegler zählte zu den Nachwuchshoffnungen der Austria, auch Sepp Herberger schätzte den Spieler hoch ein. Bis Ende 1941 spielte er sehr viel. 1942 kam er an die Front, erst im Nordosten, danach im Raum Köln und Holland. Aus unbekannten Gründen war er zumindest von Januar bis April 1943 im Wehrmachtgefängnis Germersheim inhaftiert. Nach seiner Entlassung aus dem Wehrmachtsgefängnis im April 1943 wieder regelmäßig bei der Austria (bis Mitte September), wechselte dann aber zu Beginn der Saison 1943/44 zum LSV Markersdorf an der Pielach, einem Luftwaffenverein, bei dem eine Reihe von eingerückten Fußballnationalspielern zum Einsatz kamen. Riegler spielte hier in einer Sturmreihe mit Lukas Aurednik, Karl Durspekt und Adolf Huber. Mit Ablauf der Saison, die die Markersdorfer an sechster Stelle der Gauliga beendeten, wurde der Verein jedoch aufgelöst und Riegler bestritt sein letztes Meisterschaftsspiel im April 1944. Am 15. Februar 1945 wurde er bei einem Bombenangriff im Luftschutzbunker Inzersdorf (Wien) getötet.

## Nationalmannschaft
Nachdem Riegler im Herbst 1941 bereits zu ersten Einsätzen in der Ostmarkauswahl und der Wiener Stadtauswahl gekommen war, erhielt er im Dezember jenes Jahres auch eine Berufung in die deutsche Nationalmannschaft. Dabei kam er bei einem 4:0-Sieg gegen die Slowakei auf dem rechten Flügel zum Einsatz. Wenige Wochen später stand er im Jänner 1942 bei einem 2:0 gegen Kroatien neben dem Debütanten Karl Decker auf dem Platz.